# Ѻ
Ѻ, ѻ (conhecido como ômega arredondado) é uma letra do alfabeto cirílico.